# Coventry-Victor

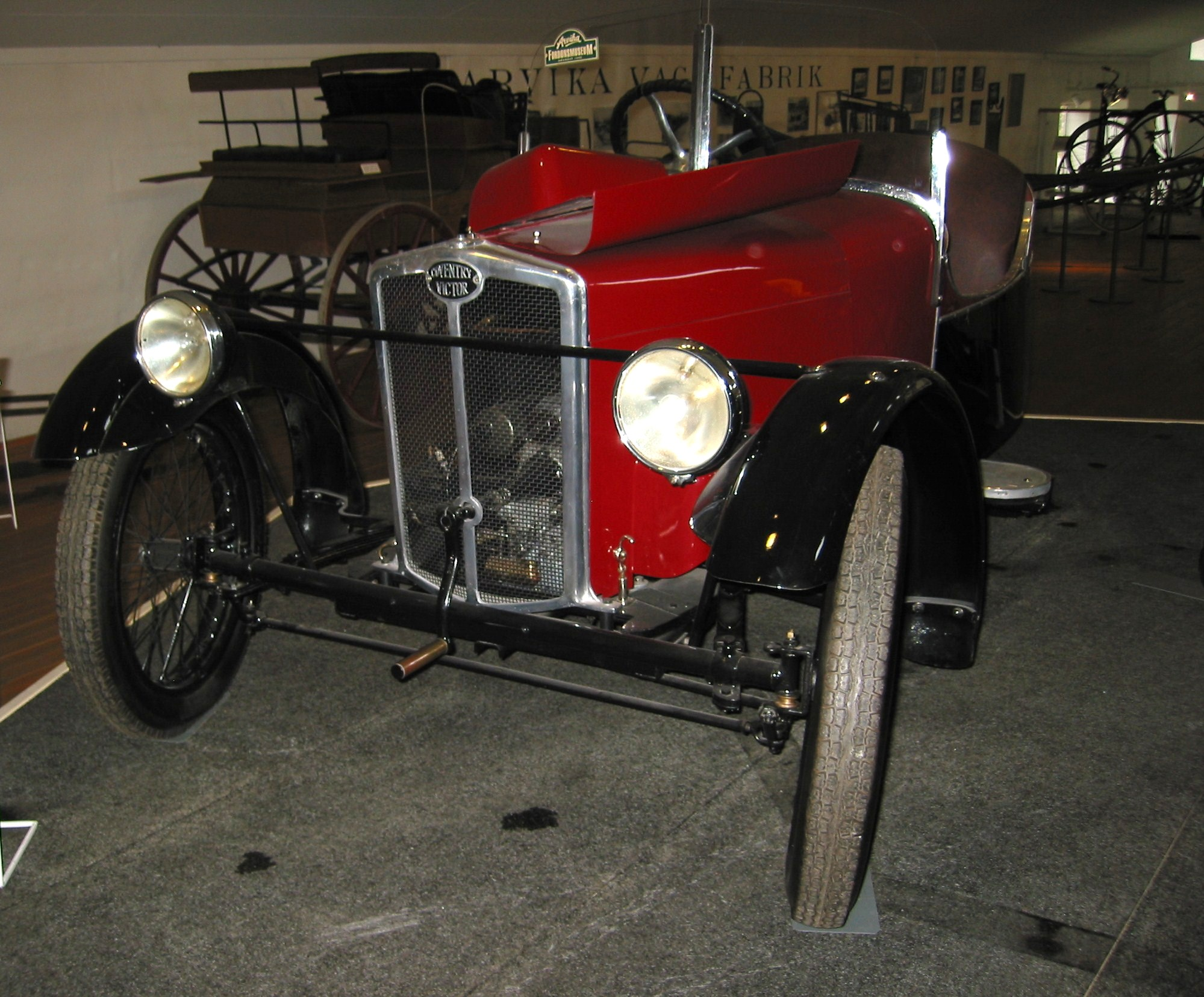
Coventry-Victor (1933)

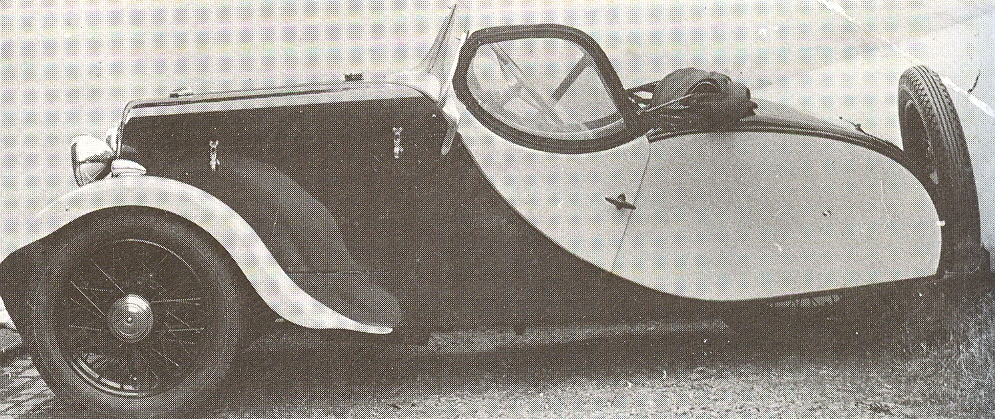
Coventry-Victor (1935)

Coventry-Victor war ein britischer Hersteller von Automobilen.

## Unternehmensgeschichte
Das Unternehmen Coventry-Victor Motor Co Limited aus Coventry stellte ab 1920 Einbaumotoren für andere Automobilhersteller wie Amazon Cars, Edmond, G.B., Gibbons & Mear und Jeecy-Vea her. 1926 begann die Produktion eigener Automobile. 1938 endete die Produktion.

## Fahrzeuge
Es wurden ausschließlich Dreirädern hergestellt, bei denen sich das einzelne Rad im Heck befand. Es wurden Motoren eigener Fertigung verwendet, überwiegend Zweizylindermotoren. Anfangs gab es eine Basisversion mit 688 cm³ Hubraum mit 16 PS Leistung und eine Sportversion mit 749 cm³ Hubraum. Der Radstand betrug 2150 mm, die Gesamtlänge lag bei 3650 mm. Die Fahrzeugbreite war mit 1280 mm angegeben. Das Fahrzeuggewicht lag bei 285 kg, wobei das Chassis 180 kg dazu beitrug. Der Tank hatte eine Größe von 12 Litern. Ab 1932 hieß die Basisversion Midget und die Sportversion Luxury Sports. Ab 1937 gab es auch Luxusversionen mit größeren Motoren, die wahlweise 850, 950 oder 1000 cm³ Hubraum aufwiesen.
Ein Fahrzeug dieser Marke ist im Arvika Fordonsmuseum in Arvika zu besichtigen.